# Oaxa
Oaxa is een geslacht van vliesvleugeligen uit de familie Pteromalidae. De wetenschappelijke naam van dit geslacht is voor het eerst geldig gepubliceerd in 1993 door Boucek.

## Soorten
Het geslacht Oaxa is monotypisch en omvat slechts de volgende soort:
- Oaxa albiclava Boucek, 1993